# I Hope (Gabby Barrett)
I Hope è un singolo della cantante statunitense Gabby Barrett, pubblicato il 29 luglio 2019 come primo estratto dal primo album in studio Goldmine.

## Pubblicazione
Il singolo era stato reso disponibile dapprima indipendentemente dalla cantante che, dopo essersi classificata terza nel programma American Idol, ha firmato un contratto discografico con la Warner Nashville, pubblicandolo ufficialmente. Il 17 aprile 2020 è stato pubblicato un remix realizzato in collaborazione con Charlie Puth.

## Descrizione
Il brano, scritto dalla stessa cantante con Jon Nite e Zach Crowell e prodotto da quest'ultimo con Ross Copperman, è composto in chiave di Fa diesis maggiore ed ha un tempo di 150 battiti per minuto.

## Esibizioni dal vivo
Gabby Barrett si è esibita per la prima volta in televisione con I Hope il 5 maggio 2019, ad American Idol. Ai CMA Awards 2020 ha presentato dal vivo la versione remix, accompagnata da Charlie Puth.

## Video musicale
Il videoclip del brano, girato a Nashville, è stato reso disponibile il 7 febbraio 2019.

## Tracce
Download digitale
1. I Hope – 3:30

Download digitale (remix)
1. I Hope (feat. Charlie Puth) – 3:29

## Formazione
Musicisti
- Gabby Barrett – voce
- Caleb Gilbreath – batteria
- Zach Kale – cori, chitarra elettrica, tastiera
- Derek Wells – chitarra
- Alex Wright – tastiera

Produzione
- Daniel Bacigalupi – mastering
- Buckley Miller – missaggio
- Zach Kale – programmazione, produzione vocale
- Ross Copperman – produzione vocale

## Successo commerciale
Nella settimana dell'11 aprile 2020 I Hope ha raggiunto la prima posizione della Country Streaming Songs, redatta dalla rivista Billboard, rendendo Gabby Barrett la prima artista donna a riuscirci con un singolo di debutto. Ad aprile 2020, grazie ad un'audience radiofonica pari a 35,9 milioni di ascoltatori, è arrivata al primo posto della Country Airplay, diventando il primo singolo d'esordio femminile a riuscirci da Every Little Thing di Carly Pearce del 2017. Tre mesi più tardi il brano si è piazzato al primo posto anche della Hot Country Songs, divenendo il primo singolo di debutto di una donna a conseguire questo traguardo da Jesus, Take the Wheel di Carrie Underwood del 2006 e, avendo sostituto The Bones di Maren Morris, la classifica ha segnato due numero uno femminili consecutive per la prima volta dal 2011. Ha inoltre infranto il record per il maggior tempo impiegato ad arrivare in prima posizione, con sessantatré settimane. Nell'agosto 2020, durante la sua trentaquattresima settimana di permanenza in classifica, la canzone ha raggiunto il 10º posto della Billboard Hot 100 grazie a 8 000 copie digitali, 11,7 milioni di riproduzioni streaming e un'audience radiofonica composta da 52,4 milioni di ascoltatori, divenendo la prima canzone solista country di un'artista femminile ad entrare nella top ten da Red di Taylor Swift del 2012 e completando la terza scalata più lunga verso la regione, dietro Before He Cheats di Underwood e Higher dei Creed. Barrett è inoltre diventata la quarta cantante donna ad aver piazzato il proprio singolo di debutto in vetta alla Hot Country Songs e nella top ten della Hot 100 e la prima ad aver raggiunto la vetta della Country Airplay e la top ten della classifica statunitense con il proprio singolo d'esordio. Dopo aver raggiunto il suo picco nella Hot 100 alla 3ª posizione a novembre, nel mese successivo, con 20 settimane, ha stabilito il record di maggior permanenza in cima alla Hot Country Songs per una cantante donna solista ed è diventata la quarta canzone ad arrivare prima sia nella Country Airplay sia nella Radio Songs.

## Classifiche

### Classifiche settimanali
| Classifica (2020-21) | Posizione massima |
| -------------------- | ----------------- |
| Belgio (Vallonia)    | 68                |
| Canada               | 10                |
| Irlanda              | 95                |
| Islanda              | 15                |
| Regno Unito          | 84                |
| Romania              | 75                |
| Stati Uniti          | 3                 |

### Classifiche di fine anno
| Classifica (2020) | Posizione |
| ----------------- | --------- |
| Canada            | 96        |
| Stati Uniti       | 12        |
| Classifica (2021) | Posizione |
| Canada            | 27        |
| Stati Uniti       | 40        |